# 赖士葆
賴士葆（1951年6月20日—），中華民國政治人物與管理科學學者，中國國民黨籍，被認為是馬系成員，現任立法委員。曾任國立政治大學企業管理研究所教授兼所長、國民大會代表、國民黨中央委員會政策委員會執行長、常務委員、臺北市政府市政顧問團總召、美国Expertech公司機產部經理。

## 生平

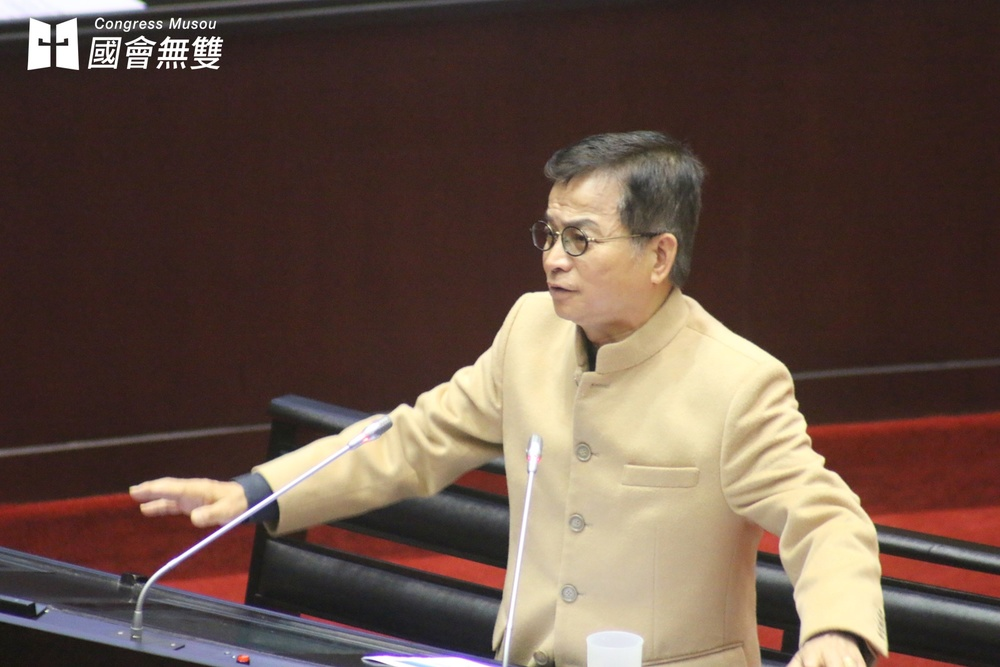
賴士葆立法院議場質詢

賴士葆出身為台中三級貧戶，與妻子林良娥育有1子1女，兒子賴峻毅為北榮醫師、女兒賴非比(Phoebe)則在美國擔任牙醫及作家。
賴士葆於1984年取得美國南加州大學工業與系統工程碩士、 博士學位。1985年返台後在政大任教，1990年，獲聘為大葉工學院董事、臺灣機械公司監察人、財團法人車輛測試中心董事。

## 政治生涯
賴士葆早年是新黨黨員，在王建煊的建議下，1996年成為第三屆國民大會代表。並順利在1998年三合一選舉順利轉換跑道，於1999年成為第四屆立法委員（1999年－2002年）。
2001年，以學者形象和高人氣角逐連任，但因新黨的高額提名導致票源分散，終以一萬餘票之差連任失敗。選舉失利後宣布退出新黨，賴士葆返回政大任教。
2002年，賴士葆出任馬英九競選團隊發言人，並在馬英九勝選後，先後任台北市政府經濟發展委員會、市政顧問委員會召集人。
2004年，在中華民國立法委員選舉中重回新黨並以中國國民黨籍登記參選，並當選。曾任國民黨黨團總召。
2006年参与百万人民倒扁运动，并担任指挥部副总指挥，总指挥为前民主進步黨主席施明德。
2008年，於臺北市第八選舉區競選連任成功。
2016年及2020年，兩度代表中國國民黨參選立法院長，副手人選分別搭檔當時的新科立委曾銘宗和順利重返立院的楊瓊瓔，但均未當選。
2022年7月25日，賴士葆受國民黨籍臺北市長參選人蔣萬安之托擔任其九合一大選競選總部副主委
2024年1月13日，賴士葆第七次連任立法委員。

### 面臨罷免
在2025年初，賴士葆被當區選民發起罷免。推動罷免賴士葆的公民團體「文山退葆」表示，賴士葆在地方官職上任職20多年，經常欺負文山的民風淳厚、居民質樸，長期擺爛，只聽黨的話，不為地方發聲，缺乏具體建設，導致地方停滯不前。她更缺乏性別平等意識，沒有進步觀念，無論是18歲公民權還是婚姻平權，只會攻擊、抹黑、打烏賊戰。之後還亂修法、亂審預算，搞到與所有百工百業、各世代為敵。他們拒絕再容忍賴士葆，認為她無權代言文山、南中正。
在罷免案期間，台灣社會廣泛關注，有海外台灣人甚至表示放棄Oasis睽違16年的演唱會，從海外返鄉參與罷免賴士葆。台北市文山區華興里長陳峙穎也揭發了賴士葆如何對她進行封殺，呼籲大家罷免賴士葆。
支持罷免她的，還有本來在國民黨黨內初選出選，但因賴士葆破壞黨內初選制度而落敗的高揚凱。
另外，賴士葆得到管中閔、侯友宜、趙少康、蔣萬安、韓國瑜的支持聲援。
不過，罷免團體「文山退葆」卻遭到暴力對待。在7月23號晚，在文山區萬芳醫院捷運站，一名反罷免支持者在警方面前，當街惡意接近手持標語的女性志工，進行言語恐嚇和騷擾。那個男子不單止對執勤的警員大聲辱罵、出言威脅，還在警方近距離警戒的情況下，強勢出手攻擊志工手中的標語。這些舉動距離警員不到一臂之距，幾乎波及執法人員。罷免團體領銜人張艾安批評，這次事件已經不僅僅是對志工的攻擊，更升級為「涉嫌襲警」的嚴重犯罪，賴士葆如果不譴責暴力，就等於支持暴力。
另外，一些親國民黨的社交媒體專頁，包括「PoliticianSong（政客爽）」、「tw_dcar（鬼針草聯隊）」等，亦未經授權，擅自引用他們上傳於社群的影片，將志工污名化，潑髒水，因此「文山退葆」決定追訴法律責任。
7月26日，大罷免第二波投票結束，賴士葆罷免案不通過，得繼續留任立法委員。

## 相關事件
2010年9月15日，由於台北市陷入台北國際花卉博覽會經費浮報弊案，市政府為此成立花博總體檢顧問團，賴士葆表示「花博平均一天花費新台幣5,000萬元，遠低於高雄世運一天10.5億元的花費」。
曾有媒體質疑其曾經擁有綠卡，但已主動填表辦理註銷、宣示放棄美國綠卡，並有失效日期與證明。
2015年5月10日，於臉書上撰文反對台北市長柯文哲對臺北文化體育園區弊案的處理手段，稱其「私設刑堂，應適可而止」。
2015年6月16日，立法院朝野協商修憲案，國民黨政策會執行長賴士葆堅持將不在籍投票、18歲公民權、閣揆同意權三項法案共同討論、表決。
2015年，自由時報抨擊洪版證所稅端上菜，國民黨立院黨團旋即召開記者會力挺洪版證所稅，出來召開記者會的國民黨立委包括賴士葆、費鴻泰、曾巨威等人，即當初力挺馬版證所稅的同一批人。
2016年9月23日，自由時報報導，其於立法院總質詢時要行政院長林全把「九二共識，一中各表」說出來，並表示九二共識是「沒有共識的共識」，對此林全表示「沒有共識的共識，那哪裡來的共識？」
2018年2月，國民黨立委盧秀燕提案在2018年九合一選舉時舉辦「反空汙公投」，批評民進黨執政後把人民當空氣清淨機是臺灣空氣汙染的元凶。此舉獲得國民黨立委李彥秀和賴士葆附和支持。國民黨立委賴士葆說，衛福部長陳時中鬆口開放日本核災食品進口，蔡政府又把人民當空氣濾淨器，手無寸鐵百姓只能用直接民權表達意見。
2019年5月2日，三立新聞報導，國民黨籍立委賴士葆在會議中表示「先釋憲，後公投，新法優於舊法所以要優先採公投結果」，「公投是7百多萬的意見，釋憲是10個人，哪個比較重要？」
2024年總統暨立法委員選舉結束後，賴士葆表態欲爭取國民黨立法院黨團總召，隨後在傅崐萁在爭取立院副院長失利後，同步表態競選總召一職，賴士葆說「內部的團結遠勝於一切，希望為國民黨總召的選舉畫下休止符，將炮口一致對外，不要在內部找敵人。」隨即退出競選。

## 爭議

### 刪除國防預算當政績宣傳被批評
賴士葆曾經支持刪減戰機預算，並將其作為政績進行宣傳。此外，賴士葆也支持凍結潛艦和空軍裝備預算，因此受到一些人的批評。

### 破壞黨內初選機制
賴士葆雖然是國民黨成員，但在曾獻瑩未通過中國國民黨內初選之後，他仍然站出來力挺，結果曾獻瑩以無黨籍身份成功當選議員，反而導致本來獲得中國國民黨正式提名的高揚凱落選。當時連立法院前副院長洪秀柱的前幕僚黃士修也批評這個行為是破壞黨內初選制度。

### 車禍撞上他人後檢討受害人
2024年7月9日21時11分，賴士葆駕駛休旅車往北行經台北市大安區瑞安街208巷時，撞上兩名在斑馬線上的行人，造成兩人骨折及撕裂傷。賴士葆聲道歉時稱，自己是因為天色昏暗及A柱死角沒有看到行人、行人一直聊天，可能沒有看到車子。這個說法也被批評為是在檢討依法依號誌走在斑馬線上的無辜受害者。賴士葆昔日曾批評禮讓行人的法規為「白痴政策」。

## 選舉紀錄
| 年度 | 選舉屆數               | 選舉區           | 所屬政黨   | 得票數  | 得票率 | 當選標記 | 備註 |
| ---- | ---------------------- | ---------------- | ---------- | ------- | ------ | -------- | ---- |
| 1996 | 第三屆國民大會代表選舉 | 臺北市第三選舉區 | 新黨       | 38,396  | 8.08%  |          |      |
| 1998 | 第四屆立法委員選舉     | 臺北市第二選舉區 | 新黨       | 30,503  | 4.22%  |          |      |
| 2001 | 第五屆立法委員選舉     | 臺北市第二選舉區 | 新黨       | 23,116  | 3.84%  |          |      |
| 2004 | 第六屆立法委員選舉     | 臺北市第二選舉區 | 中國國民黨 | 70,773  | 12.03% |          |      |
| 2008 | 第七屆立法委員選舉     | 臺北市第八選舉區 | 中國國民黨 | 104,257 | 71.81% |          |      |
| 2012 | 第八屆立法委員選舉     | 臺北市第八選舉區 | 中國國民黨 | 117,892 | 63.43% |          |      |
| 2016 | 第九屆立法委員選舉     | 臺北市第八選舉區 | 中國國民黨 | 83,931  | 49.69% |          |      |
| 2020 | 第十屆立法委員選舉     | 臺北市第八選舉區 | 中國國民黨 | 96,377  | 49.98% |          |      |
| 2024 | 第十一屆立法委員選舉   | 臺北市第八選舉區 | 中國國民黨 | 87,099  | 47.46% |          |      |